# Stationsweg
Ein Stationsweg (auch Stationenweg) ist ein Pilgerweg mit besonderen, durch am Weg aufgestellte Bildwerke oder Gebäude bezeichneten Andachtsstationen (Bildstöcke). Beter können allein oder in der Gruppe den einzelnen Stationen dieses Weges folgen und dabei die dargestellten Glaubensgeheimnisse betend nachvollziehen.

## Formen der Stationswege, mit Liste von Beispielen

### Kreuzwege/Kalvarienberge
In den meisten Fällen ist der Stationsweg ein Kreuzweg (via crucis), d. h., es ist eine Nachbildung des Passionsweges Christi, bei dem die Stationen den meist 7 oder 14 Stationen des Leidensweges entsprechen, gelegentlich auch mit einer anderen Anzahl von Stationen. Häufig führt der Weg zum Gipfel eines Berges oder Hügels; die zwölfte Station mit einer Darstellung der Kreuzigung Christi befindet sich dabei auf dem Gipfel.  Man spricht dann von einem Stationsberg, Kalvarienberg (Calvaire).
Siehe Liste von Kalvarienbergen

### Schmerzenswege (Via matris)
Mit 7 Stationen, die den Sieben Schmerzen Mariae entsprechen.
- der Stationenweg zur Stammbergkapelle in Tauberbischofsheim
- der zur Maria-Hilfe-Kapelle führende Weg in Trier.[2]
- der Stationenweg Wirzenborn enthält die „Sieben Schmerzen und Sieben Freuden Mariens“

### Seligpreisungswege
Mit 8 Stationen, die den Seligpreisungen der Bergpredigt entsprechen, selten.
- Ensch, siehe Liste der Kulturdenkmäler in Ensch

### Rosenkranz- oder Marienwege
Mit 20 Stationen, für die Rosenkranzgeheimnisse.
- Geheimnissäulen Maria Plain bei Salzburg (Barockzeit, 15 Stationen) – in Maria Plain auch ein weiterer Kalvarienberg der Barockzeit mit 5 Stationen der Schmerzhaften Geheimnisse
- Marienweg (Neviges): 15 Stationen entstanden zwischen 1913 und 1936, 2005 kamen fünf Stationen des Künstlers Laurentius Ulrich Englisch OFM zu den lichtreichen Geheimnissen hinzu.

Mit 16 Stationen
- Ein Rosenkranzpark befindet sich im niederösterreichischen Katzelsdorf.

Mit 15 Stationen
- Ein Rosenkranzweg in Bayern verläuft durch den Münchenreuther Wald von Waldsassen zur Dreifaltigkeitskirche Kappl.
- Ein Rosenkranzweg verläuft auf dem Sacro Monte di Ossuccio zur Wallfahrtskirche oberhalb der Ortschaft Ossuccio am Comer See.

### Via Lucis
Die Via lucis (deutsch „Lichtweg“) ist eine junge Form, mit 14 Stationen zum Osterkreis. Es gibt auch eine verkürzte Form mit 7 Stationen.